# Tetrastichus seychellensis
Tetrastichus seychellensis är en stekelart som beskrevs av Masi 1940. Tetrastichus seychellensis ingår i släktet Tetrastichus och familjen finglanssteklar.
Artens utbredningsområde är Seychellerna. Inga underarter finns listade i Catalogue of Life.